# چاک بوش
چاک بوش (انگلیسی: Chuck Bush؛ زادهٔ ۱ ژوئیهٔ ۱۹۶۱) بازیگر، تدوین‌گر و تهیه‌کننده تلویزیونی اهل ایالات متحده آمریکا است.
از فیلم‌ها یا برنامه‌های تلویزیونی که وی در آن نقش داشته‌است، می‌توان به فانداگو و هوس‌های امپراتور اشاره کرد.